# クラミジア科
クラミジア科 (Chlamydiaceae) とは、グラム陰性偏性細胞内寄生性の真正細菌の1科である。2属9種を含む。
代表的なクラミジアとしては、以下の4種類がある。いずれもかつてはクラミジア属（Chlamydia）に含まれたが、1999年に分類の大幅な変更がなされ、Chlamydia trachomatisを除いて1999年にChlamydophila psittaciをタイプ種とする近縁のクラミドフィラ属 (Chlamydophila) に移されることが議論されたものの、その後クラミジア属に戻されている。一般的にはこれらもクラミジアと呼ばれる。
| 種類                     | 感染する動物 |
| ------------------------ | ------------ |
| Chlamydia trachomatis    | 人間         |
| Chlamydophila pecorum    | ウシ、ヒツジ |
| Chlamydophila psittaci   | 人間、鳥類   |
| Chlamydophila pneumoniae | 人間         |

## 医療
人間の場合、Chlamydia trachomatis（クラミジア・トラコマチス）はトラコーマ、性器クラミジア感染症、鼠径リンパ肉芽腫、Chlamydia psittaci（オウム病クラミジア）はオウム病、Chlamydia pneumoniae （肺炎クラミジア）はクラミジア肺炎（非定型肺炎のひとつ）、気管支炎の原因となる。
細胞壁にペプチドグリカンがないため、ペニシリン系・セフェム系のβラクタム抗生物質は無効であり、マクロライド系・テトラサイクリン系・ニューキノロン系といった抗菌剤が治療には用いられる。女性のクラミジア感染が蔓延しつつあり、不妊症の原因となる骨盤腔内の感染が問題となりつつある。また性交によって感染するので、性感染症の一種であり、他の性感染症と同様、性交渉によりキャッチボールと呼ばれる感染パターンのため性的パートナーも危険にさらされている。このため、治療は、性的パートナーと同時に行わなければならない。
クラミジアが血液感染するかどうかは、2014年7月現在、判明していない。60℃10分間の加熱で不活化するので、加熱処理された血液や血液製剤から感染する可能性はまったくない。
クラミジアなどによって引き起こされる肝周囲炎はフィッツ・ヒュー・カーティス症候群と呼ばれる。
ヒトにおける処方例
- ミノマイシン 100mg 2錠 1日2回 朝夕食後 7日
- ジスロマックSR 2g 1錠 1日1回 1日
- クラリス 200mg 2錠 1日2回 朝夕食後 7日